# Sân vận động Tripoli
Sân vận động Quốc tế Tripoli (tiếng Ả Rập: ملعب طرابلس) là một sân vận động đa năng ở Tripoli, Libya. Sân có sức chứa 65.000 khán giả.
Đây là địa điểm chính được sử dụng bởi đội tuyển bóng đá quốc gia Libya trong các trận đấu vòng loại World Cup và Cúp bóng đá châu Phi cũng như các trận giao hữu và các trận đấu quốc tế khác.

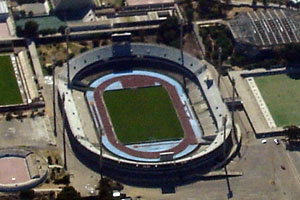
Sân vận động Tripoli

Sân vận động đã tổ chức nhiều trận đấu của Cúp bóng đá châu Phi 1982 được tổ chức tại Libya cùng với Sân vận động 28 tháng 3 ở Benghazi; đó là nơi diễn ra trận chung kết giữa Ghana và Libya. Sân đã tổ chức Siêu cúp bóng đá Ý 2002 giữa Juventus và Parma, mà Juventus đã thắng với tỉ số 2–1.
Tên cũ của nó (Sân vận động 11 tháng 6) là một tham chiếu đến ngày rút quân của Hoa Kỳ khỏi Libya, ngày 11 tháng 6 năm 1970.